# Chester Kallman
Chester Simon Kallman (* 7. Januar 1921 in New York City, New York; † 18. Januar 1975 in Athen) war ein amerikanischer Schriftsteller und Librettist.

## Leben

### Ausbildung und Wirken
Kallman wurde im New Yorker Stadtteil Brooklyn als Sohn des Zahnarztes Edward Kallman und dessen Ehefrau Bertha, einer Schauspielerin, geboren. Seine Mutter starb, als er sehr jung war; sein Vater heiratete dann erneut. Kallman besuchte das Brooklyn College und studierte an der University of Michigan. Kallman war in verschiedener Weise schriftstellerisch tätig. Er schrieb Gedichte, verfasste und übersetzte Opernlibretti, u. a. für Werke von Igor Strawinsky, Carlos Chávez Ramírez und Hans Werner Henze, und arbeitete als Musikschriftsteller. Kallman galt als Theaterfachmann; daher entstanden die Opernlibretti, u. a. zu The Rake’s Progress (Uraufführung 1951), stets in enger Zusammenarbeit zwischen W. H. Auden und ihm. Für The Rake’s Progress zog Auden im Januar 1948 Kallman für die Ausarbeitung des Librettos hinzu. Aus Auden/Kallmans erfolgreicher Zusammenarbeit gingen u. a. noch die Libretti zu den Henze-Opern Elegie für junge Liebende und Die Bassariden hervor.

### Privates
Im April 1939, im Alter von 18 Jahren, lernte Kallman in New York den britischen Dichter und Schriftsteller W. H. Auden kennen; es entstand eine lebenslange Freundschaft und Liebesbeziehung. Mit dem Schriftsteller W. H. Auden lebte er bis zu dessen Tod im Jahre 1973 in einem Haushalt zusammen. Neben seiner Beziehung zu Auden hatte Kallman aber durchwegs wechselnde Sexualpartner. Ab 1957 bewohnten Auden und Kallman in den Sommermonaten alljährlich ein Sommerhaus in Kirchstetten in Niederösterreich. In den späteren Jahren seiner Beziehung zu Auden stellte Kallman seine eigenen schriftstellerischen Tätigkeiten zurück und übernahm die haushaltlichen Pflichten des Paares.
Über diese Beziehung schrieb die Schriftstellerin Thekla Clark ein Buch mit dem Titel Wystan and Chester. Audens Gedicht The Common Life (1965) gilt als Hymne und Liebeserklärung an Chester Kallman.

## Bibliografie
Gedichte
- An Elegy. New York: Tibor de Nagy Gallery, 1951 [Gedicht als Broschüre gedruckt]
- Storm at Castelfranco (1956). New York: Grove Press.
- Absent and Present: poems (1963). Middletown: Wesleyan University Press.
- Address to Yannis Boras (1969) [Ohne Ort]: Galáteia P. Arditsoglou, [1969?][5] (Broschüre, englisch, mit paralleler griechischer Übersetzung)
- The Sense of Occasion: poems (1971). New York: George Braziller.

Libretti
- The Rake’s Progress (1951, mit W. H. Auden, Musik von Igor Stravinsky) New York: Boosey & Hawkes.
- Delia, or A masque of Night (1953, mit  W. H. Auden; veröffentlicht in Botteghe Oscure XII; blieb unvertont)
- mit W. H. Auden: Elegy for Young Lovers. Libretto. Deutsche Textfassung Elegie für junge Liebende von Ludwig Landgraf unter Mitarbeit von Werner Schachteli und dem Komponisten. Oper in drei Akten von Hans Werner Henze. Mainz: B. Schott's Söhne, 1961
- Love Propitiated (1963, Musik von Carlos Chávez; Erstaufführung unter dem Titel Panfilo and Lauretta, 1957, später dann unter Love Propitated, 1961). New York: Mills Music.
- The Bassarids (1966, mit  W. H. Auden, Musik von Hans Werner Henze). Mainz: B. Schott's Söhne.
- Love’s Labour’s Lost (1973, mit W. H. Auden, für Musik von Nicolas Nabokov). Berlin: Bote & Bock.

Übersetzungen (publiziert)
- Bluebeard's Castle (1952; Übersetzung des Librettos von Béla Balázs für die Oper von Béla Bartók). New York: Boosey & Hawkes
- Falstaff (1954; Übersetzung des Librettos von Arrigo Boito). New York: G. Ricordi.
- The Magic Flute (1956, mit W. H. Auden, für eine Opernproduktion der NBC Opera Production). New York: Random House.
- Anne Boleyn (1959; Übersetzung des Librettos von Felice Romani für die Oper Anna Bolena Donizetti). New York: G. Ricordi.
- The Prize Fight (1959; Übersetzung des Librettos von Luciano Conosciani for Vieri Tosatt's Partita a Pugni). Milan: Ricordi.
- Don Giovanni (1961, mit W. H. Auden, für eine Opernproduktion der NBC Opera Production). New York: Schirmer.
- The Rise and Fall of the City of Mahagonny, von Bertolt Brecht. (1976, mit W. H. Auden). Boston: David Godine.
- Arcifanfano, King of Fools (veröffentl. mit einer Einspielung 1992, mit W. H. Auden, nach der Oper von Carl Ditters von Dittersdorf).

Herausgeberschaft
- An Elizabethan Song Book (1955, mit W. H. Auden und Noah Greenberg). New York: Anchor Books.